# Berru

Berru este o comună în departamentul Marne, Franța. În 2009 avea o populație de 503 de locuitori.